# Herbert von Bose
Carl Fedor Eduard Herbert von Bose (Estrasburgo, 16 de março de 1893 — Berlim, 30 de junho de 1934) foi líder da divisão de imprensa da Vice Chancelaria (Reichsvizekanzlei) da Alemanha sob o comando de Franz von Papen. Foi morto pela Gestapo na Noite das Facas Longas.